# Г. М. Димитров
Вижте пояснителната страница за други личности с името Георги Димитров.
Д-р Георги Михов Димитров (Г. М. Димитров, наричан Гемето) е български политик, ръководител на БЗНС „Пладне“. През Втората световна война Димитров цели обвързване на България с Великобритания. С помощта на британските и югославските специални служби, през зимата на 1941 г. той се опитва да организира държавен преврат, с цел осуетяване на присъединяването на страната към Тристранния пакт. След като е разкрит, той се укрива в югославската легация откъдето е изведен нелегално от страната. Осъден е задочно. От Великобритания поддържа програмата на ОФ. Веднага след преврата, извършен на 9 септември 1944 г., пристига в България и подкрепя мероприятията на новата власт. Въпреки опитите си да се внедри в ОФ, като направи земеделците доминираща партия, не успява да елиминира влиянието на комунистите. Заплашен с политически процес, Димитров се укрива с помощта на американския посланик, като получава дипломатическа закрила. След Съюзнически натиск, ОФ му разрешава със съпругата си да напусне България. Осъден е задочно за държавна измяна. Установява се в САЩ и активно участва в пропагандната борба срещу държавите от Източния блок през Студената война. Баща е на Анастасия Димитрова-Мозер.

## Биография

### Ранни години
Георги е роден на 15 април 1903 г. в село Ени чифлик, Одринска Тракия, тогава в Османската империя в семейството на Михо и Мария Димитрови. Баща му произхожда от Пазарджишко, а майка му от Сливенско. Младият Георги първоначално учи в местното гръцко училище. През 1913 г. при етническото прочистване извършено от турците по време на Балканските войни, семейството е принудено да емигрира в България. Заселват се в с. Дойренци, край Ловеч, където Димитров завършва прогимназия. След прогимназията той завършва петгодишния гимназиален курс в Луковит за три години и на 18 години, през 1921 г., се дипломира, след което става прогимназиален учител в Дойренци.

### Ранна политическа кариера
Член е на БЗНС от 1922 г. развива дейност в земеделските младежки организации и в българо-югославското дружество за приятелство. Участва активно в конференциите на Международното аграрно бюро на Зеления Интернационал в Прага, на югославянската и чехословашката земеделска младеж. През 1923 г. започва да следва дипломация в Свободния Университет за политически и стопански науки (днес УНСС), а в 1929 г. завършва като сръбски стипендиант  медицина в кралство Югославия в Белград.
След завръщането си се отдава на активна политическа дейност. В 1936 г. се свързва с лорд Сесил, от когото получава месечна субсидия от 40 000 швейцарски франка. Включен е в Управителния съвет на БЗНС „Ал. Стамболийски“ (1932 – 1933 г.), а след това и в Постоянното присъствие на БЗНС „Обединен“ („Ал. Стамболийски“ и „Врабча 1“). След държавния преврат на кръга Звено на 19 май 1934 г. БЗНС (о) симпатизира на преврата, пригажда дори своята съсловна идеология към фашисткия корпоратизъм, влиза в близки отношения с ръководителите на преврата и търси поле за съвместни действия с тях.. Пладненци очакват да участват в правителството, но надеждите им са излъгани. Възглавява полулегално дясната групировка в БЗНС „Ал. Стамболийски“.

### Втора световна война
През януари 1941 г. от британската легация е снабден с експлозиви, оръжие, радиостанция и пари за организиране саботажи в България и пуч срещу Борис III.  Планираният пуч срещу царя според британския план следва да отстрани опасността за тях от българския държавен суверенитет и да доведе до формиране на Балканска федерация под върховенството на Турция. Пучът е планиран за нощта на 12 срещу 13 април 1941 г. както свидетелства военновременният кореспондент на Ройтерс за Балканите Елизабет Баркър, участниците в заговора на ГеМе „се натъкват на огромни трудности“ те са без абсолютно никаква подкрепа в страната  и не успяват да извършат преврата. При изключването му от казионния БЗНС на 13.06.1945 г. се изтъква че по заговора през 1941 г. е похарчил 2 240 000 лв. съюзни пари за въоръжаването на собствените му конспиратори.
След неуспеха Г.М. бяга в югославската легация, след което от е изведен британците в сандък с дипломатическа поща от страната. Първо в Турция, а след това в Египет и от там в Белград, откъдето организира въоръжени чети за действие в България. Първата от тях, оглавявана от миналия на югославска служба известен терорист Нешо Тумангелов е унищожена на границата. Г. М. Димитров е осъден на смърт през 1941 г. за организиране на група, целяща насилствено завземане на властта.. В края на април в Ерусалим заедно с Коста Тодоров, Димитър Мацанкиев и Иван Костов правят комитета „Свободна и независима България“, впоследствие се установява в Лондон и заедно с Мацанкиев води пропагандата срещу България по радио Лондон, включително при тежките англо-американски бомбардировки. Г. М. Димитров поддържа програмата на ОФ и одобрява включването в него.
Г. М. Димитров се връща в България на 24 септември 1944 година. На 14 – 15 октомври е проведена конференция на БЗНС, която потвърждава фактическото обединение на БЗНС „Пладне“ и БЗНС „Врабча 1“ и го избира за главен секретар на обединената организация. Въпреки че подкрепя дейността на правителството, включително канализирането на репресивните мерки в рамките на т.нар. „Народен съд“, Димитров си поставя за цел да превърне БЗНС в доминираща политическа сила в страната, в резултат на което през следващите месеци нараства напрежението между БЗНС и Българската работническа партия. Комунистите се опасяват от създаване на блок между БЗНС и Народен съюз „Звено“, който да неутрализира влиянието им в Отечествения фронт и след неуспешни опити за предизвикване на конфликт между групите в БЗНС решават да отстранят Г. М. Димитров. След като съветският представител Сергей Бирюзов лично го заплашва с разпускане на БЗНС, Димитров подава оставка и на негово място е избран Никола Петков.
Отстраняването на Г. М. Димитров от ръководството на БЗНС не задоволява комунистите и по пряко указание от живеещия в Москва Георги Димитров на 28 април 1945 година той е арестуван, но със съдействието на министрите Никола Петков и Дамян Велчев, които се позовават на заболяването му от бронхопневмония, малко по-късно е поставен под домашен арест. На 8 – 9 май 1945 година прокомунистически дейци на БЗНС, начело с Георги Трайков, провеждат конференция на организацията, която остро критикува „геметовщината“. Конференцията поставя началото на отцепването на прокомунистическото крило на БЗНС, което през следващите години то става известно като казионен БЗНС за разлика от основната част на съюза, която започва да бъде наричана БЗНС - Никола Петков.
На 23 май Г. М. Димитров напуска дома си и се укрива във вилата на американския дипломатически представител Мейнард Бърнс. Това предизвиква паническите действия на комунистите, начело с Трайчо Костов, които правят опит да го отвлекат насилствено, но изправени пред заплахата от въоръжен сблъсък се оттеглят и къщата е блокирана от съветски военни части. Подпомогналата бягството негова бивша секретарка Мара Рачева е арестувана и умира няколко дни по-късно след тежки изтезания.
Инцидентът предизвиква тримесечна дипломатическа криза, по време на която се водят преговори между българското правителство и американското представителство в София, както и американското посолство в Москва и съветския външен министър Вячеслав Молотов. След като по време на Потсдамската конференция Съединените щати успяват да получат някои отстъпки за дейността на своите мисии в България, Румъния и Унгария, Съветският съюз се съгласява Г. М. Димитров да бъде освободен, при условие да напусне страната преди предстоящите избори. Заедно със съпругата си и придружаван от Бърнс той заминава от София с военен самолет на 5 септември 1945 година.

### В емиграция
През лятото на 1946 властите провеждат показен съдебен процес срещу 18 видни деятели на БЗНС, сред които намиращите се извън страната Г. М. Димитров, Ценко Барев и Вакрил Янев и организационния секретар на Земеделския младежки съюз Евтим Арсов. Те са обвинени в различни действия, включително организиране на терористични групи, а Димитров е определен като „самонадеян авантюрист“, работил срещу интересите на народа и противопоставял се на съветското влияние в страната. На 12 юли той получава доживотна присъда, а други 11 души – различни срокове затвор.
По време на престоя си в Париж през 1946 – 1947 година Димитров прави опит за създаване на организация на политическите емигранти – Български националноосвободителен комитет, която обаче се разпада не след дълго. Установил се в САЩ през 1947 година, Г. М. Димитров заедно с други емигранти от други страни от Източна Европа създава т. нар. „Земеделски комитет“ („Зелен фронт“) – Международен Селски Съюз – със задача да се бори против комунистите в Източна Европа. Заедно с това възглавява и Българския национален комитет, съставен само от български емигранти, който преследва същите цели. Умира в емиграция в САЩ.

## Памет
На името на Г. М. Димитров са наречени булевард в София (Карта) и по името на булеварда намиращата се там метростанция на Софийското метро, има паметник до църквата Свети Седмочисленици.
През 2018 година е подписано споразумение между дъщерята на Димитров, Анастасия Мозер и Държавна агенция „Архиви“ за безвъзмездно предоставяне на архива на Г. М. Димитров на държавно съхранение в Централния държавен архив, както и за отпечатване на двутомно издание с документи от личния му архив. Документите засягат преди всичко дейността му в емиграция, след Втората световна война.